# Anglais U et anglais Non-U
| U                          | Non-U                          |
| -------------------------- | ------------------------------ |
| Bike or bicycle            | Cycle                          |
| Dinner jacket              | Dress suit                     |
| Knave                      | Jack (cards)                   |
| Vegetables                 | Greens                         |
| Ice                        | Ice cream                      |
| Scent                      | Perfume                        |
| They've a very nice house. | They have (got) a lovely home. |
| Ill (in bed)               | Sick (in bed)                  |
| I was sick on the boat.    | I was ill on the boat.         |
| Looking-glass              | Mirror                         |
| Chimneypiece               | Mantelpiece                    |
| Graveyard                  | Cemetery                       |
| Spectacles                 | Glasses                        |
| False teeth                | Dentures                       |
| Die                        | Pass on                        |
| Mad                        | Mental                         |
| Jam                        | Preserve                       |
| Napkin                     | Serviette                      |
| Sofa                       | Settee or couch                |
| Lavatory or loo            | Toilet                         |
| Rich                       | Wealthy                        |
| What?                      | Pardon?                        |
| Good health                | Cheers                         |
| Lunch                      | Dinner (for midday meal)       |
| Dinner                     | Tea (for evening meal)         |
| Pudding                    | Sweet                          |
| Drawing-room               | Lounge                         |
| Writing-paper              | Note-paper                     |
| How d'you do?              | Pleased to meet you            |
| Wireless                   | Radio                          |
| (School) master, mistress  | Teacher                        |

Le débat entre l'anglais U et l'anglais Non-U a fait rage pendant les années 1950 en Grande-Bretagne. U signifie upper class, soit « classe supérieure » ; Non-U représente la classe moyenne (middle class).
Il s'agissait de différencier entre les sociolectes des deux classes déterminées, sans se soucier du discours de la classe ouvrière, qui, dans de nombreux cas, utilise les mêmes mots que les classes supérieures.
Sociolinguistiquement, les nuances entre les deux formes de langage se trouvent faussées par la tendance de la classe moyenne à adopter des mots ou expressions à la mode, parfois fantaisistes, allant jusqu'à l'euphémisme, voire le néologisme, pour plus de raffinement, posher than posh, c'est-à-dire « plus distingué que la distinction », tandis que les classes supérieures, confiantes en la sécurité que leur confère leur statut social, préfèrent garder des mots traditionnels et simples.

## Historique du débat
La distinction entre les deux modes de langage a d'abord été exposée en 1954 par le linguiste britannique Alan S. C. Ross, professeur à l'Université de Birmingham. C'est lui qui, par un article publié dans un journal de linguistique finnois, a inventé les termes « U » et « Non-U ».  Bien que son article inclût des analyses sur les variations de la prononciation et des styles d'écriture, c'est sa remarque sur les différences de vocabulaire qui attira surtout l'attention.
Nancy Mitford reprit aussitôt le débat dans un essai, L'Aristocratie anglaise, que Stephen Spender publia dans son magazine Encounter en 1954. L'ajout d'un glossaire des termes utilisés par les classes supérieures (voir tableau) déclencha une controverse nationale sur la conscience de classe et le snobisme. L'essai a été réimprimé en 1956, avec des ajouts dus à Evelyn Waugh, John Betjeman et autres, et une version simplifiée de l'article original de Ross, sous le titre Noblesse oblige : enquête sur les caractéristiques identifiables de l'aristocratie anglaise, le poème de Betjeman, Comment grimper dans la société (How to get on in Society) concluant la collection.

## Répercussions
La question du vocabulaire U et non-U, loin d'être considérée comme frivole, a été prise très au sérieux. D'après Buckle, cette préoccupation reflète les inquiétudes de la classe moyenne dans la Grande-Bretagne des années 1950, à peine remise des austérités de l'après-guerre. De plus, les médias ont amplifié l'affaire en s'en servant de rampe de lancement pour de nombreuses émissions, débats radio-phoniques ou télévisés, sketches, etc.
Si l'idée que chacun pouvait « s'améliorer » en adoptant la culture et les façons de parler de la classe supérieure avait joui d'une certaine popularité avant la Seconde Guerre mondiale, elle se voyait désormais accueillie avec ressentiment.
En effet, certains des termes mentionnés et les idées qui les sous-tendent étaient devenus largement obsolètes à la fin du XXe siècle où, par snobisme inversé, les plus jeunes membres des classes supérieure et moyenne avaient pris l'habitude d'adopter des éléments de langage issus de la classe ouvrière, comme il est montré dans Estuary English, concernant les caractéristiques de la prononciation du sud et sud-ouest de l'Angleterre, et Mockney, affectation de l'accent cockney. 
Pour autant, les différences relevées par Ross et Nancy Milford demeurent et, des décennies plus tard, servent toujours d'indicateurs de classe sociale.
Le dramaturge Alan Bennett se met en scène dans son documentaire télévisuel Dîner à Midi (Dinner at Noon), situé au Crown Hotel de Harrogate, Yorkshire, et se consacre à des réflexions relatives à la conscience de classe telle qu'elle se manifeste dans le royaume.

### Autre source
- (en) Cet article est partiellement ou en totalité issu de l’article de Wikipédia en anglais intitulé « U and non-U English » (voir la liste des auteurs).